# Войцех Горгонь
Войцех Горгонь (пол. Wojciech Gorgoń, нар. 7 серпня 1963, Краківі) — польський футболіст, який виступав на позиції захисника.

## Кар'єра
З 1982 по 1985 рік був гравцем «Вісли» (Краків). У сезоні 1985/86 він представляв кольори «Заглемб'є».
У 1983 році зі збірною Польщі до 20 років став бронзовим призером молодіжного чемпіонату світу, який проходив у Мексиці, забивши на турнірі один гол.
По завершенні ігрової кар'єри був футбольним арбітром в Австрії, де і народив сина Александера Горгоня, який теж став професіональним футболістом. 